# Islom Karimov
Islom Karimov (Szamarkand, 1938. január 30. – Taskent, 2016. szeptember 2.) üzbég politikus, mérnök, 1990-től haláláig Üzbegisztán elnöke.

## Pályafutása
Vegyes családban született a tádzsik többségű Szamarkandban, apai ágon üzbég, anyai ágon tádzsik. A Közép-ázsiai Műszaki Főiskolán gépészmérnöki végzettséget szerzett 1960-ban. Kezdetben a TasSzelMas vállalatnál dolgozott, majd 1961-től 1966-ig a taskenti Cskalov Repülőgépgyárban volt mérnök, később főmérnök.
1966-ban az Üzbég SZSZK Tervhivatalának (Goszplan) munkatársa lett, ahol a hivatali ranglétrát végigjárva a köztársasági tervhivatal elnökhelyettese lett. Közben munka mellett tanult a Taskenti Népgazdasági Főiskolán is (ma Taskenti Állami Közgazdasági Egyetem), ahol 1967-ben közgazdászi végzettséget szerzett.
1983-ban kinevezték az Üzbég SZSZK pénzügyminiszterévé, majd 1986-ban az Üzbég SZSZK Minisztertanácsának elnökhelyettesévé és egyúttal a tervhivatal elnökévé. 1986–1989 között Karimov pártmegbízatást is betöltött, a Kaskadarja Területi Pártbizottság első titkára volt.
2005 májusában 200 tüntetőt lövetett agyon Andizson város főterén. Regnálása alatt az ellenzéket és a szabad sajtót elnyomták. A rendszer ellenfeleit, vallási kisebbségeket és más nemzetiségűeket tartóztattak le, ítéltek el bírósági tárgyalás nélkül, elraboltak, illetőleg megöltek. Az üzbég rendőrségeken bevett módszer volt a kínzás, a nemi erőszak és egyéb visszaélések. Az ENSZ-hez érkezett jelentések szerint a kínvallatás intézményesült Üzbegisztánban, s az alkalmazott módszerek miatt Karimovot a Parade amerikai magazin évekig a világ legrosszabb diktátoraként tartotta számon.
2016. augusztus 26-án agyvérzést kapott, majd szeptember 2-án helyi idő szerint 20:15 órakor Karimov szíve megállt, az orvosok 40 percen keresztül küzdöttek az életéért, de 20:55-kor bekövetkezett az elnök halála.